# جيرهارد لانغ
جيرهارد لانغ هو عالم بيئة وعالم نبات سويسري، ولد في 21 أكتوبر 1924 في رافنسبورغ في ألمانيا، وتوفي في 19 يونيو 2016.